# Колонно
Колонно (італ. Colonno) — муніципалітет в Італії, у регіоні Ломбардія, провінція Комо.
Колонно розташоване на відстані близько 530 км на північний захід від Рима, 55 км на північ від Мілана, 16 км на північ від Комо.
Населення — 517 осіб (2014).
Щорічний фестиваль відбувається 29 вересня. Покровитель — святий Архангел Михаїл.

## Демографія
Населення за роками:

Станом на 1 січня 2023 року в муніципалітеті офіційно проживало 68 іноземців з 27 країн, серед них 18 громадян країн Євросоюзу та 10 громадян України.

## Сусідні муніципалітети
- Ардженьо
- Лаїно
- Леццено
- Оссуччо
- Пігра
- Понна
- Сала-Комачина